# Cosmotoma olivacea
Cosmotoma olivacea är en skalbaggsart som beskrevs av Gilmour 1955. Cosmotoma olivacea ingår i släktet Cosmotoma och familjen långhorningar. Inga underarter finns listade i Catalogue of Life.